# Abbelen (Unternehmen)
Die Abbelen GmbH (von 2017 bis 2024 Alberta Management GmbH) ist ein Unternehmen der Fleischwirtschaft mit Sitz in Tönisvorst. Es ist spezialisiert auf Herstellung und Vertrieb von gekühlten Convenience-Produkten wie Frikadellen und Hamburger.

## Geschichte
Das Unternehmen wurde von Heinz Abbelen gegründet. Der Metzgermeister betrieb seit 1959 eine Metzgerei. 1969 gründete Heinz Abbelen eine Fleischwarenfabrik in Vorst (Tönisvorst). In der Anfangszeit belieferte das Unternehmen vor allem Gastronomiebetrieb und Imbissstuben. In der Folge entwickelte sich Abbelen zu einem industriellen Hersteller und spezialisierte sich auf gekühlte Convenience-Produkten zur Vermarktung an Discounter und Supermärkte.
Nach dem Tod des Unternehmensgründers Heinz Abbelen übernahmen 1986 seine beiden Söhne Jörg und Klaus Abbelen die Geschäftsführung.
Im Oktober 2006 kam Jörg Abbelen bei einem Flugzeugunglück ums Leben, bei dem auch der damalige Exportleiter des Unternehmens Claus Holzenkamp und der Pilot starben.
2017 verkaufte Klaus Abbelen das Unternehmen an die Deutsche Beteiligungs AG.
Mitte 2024 übernahm das niederländische Fleischwarenunternehmen Group of Butchers das Unternehmen von der Deutschen Beteiligungs AG.

## Produktion
Am Standort in Vorst verarbeitet die Abbelen GmbH Rind-, Schwein- sowie Geflügelfleisch. Zu den Abnehmern der Produkte zählen die zehn größten Unternehmen des Lebensmitteleinzelhandels in Deutschland, darunter EDEKA, die Schwarz-Gruppe, die Rewe Group sowie Aldi. Nach eigenen Angaben produziert das Unternehmen mehr als die Hälfte aller Frikadellen und Hamburger für die Eigenmarken der großen Supermarkt- und Discounter-Ketten in Deutschland und den angrenzenden Ländern.